# Féloche
Pour les articles homonymes, voir Le Bars.
Féloche (de son vrai nom Félix Le Bars), né le 2 décembre 1973, est un chanteur et musicien français. Son style se situe à mi-chemin de l'electro, de la chanson et du rocksteady sauvage.

## Biographie
Il passe son enfance à Clichy, où il apprend la trompette au conservatoire municipal dès l'âge de sept ans. Il vit avec sa mère et il est le fils du compositeur Hugues Le Bars. Il fait ses études au collège Honoré-de-Balzac à Paris puis au lycée Albert-Camus à Bois-Colombes en option cinéma. Il délaisse la trompette pour la guitare, monte ses premiers groupes de rock et s'inscrit au CIM[précision nécessaire] pour étudier le jazz.
Il compose pour le théâtre, signe des habillages sonores, et découvre la mandoline qui devient son instrument fétiche.
Dans les années 1990, il s'inscrit dans le mouvement punk au sein du groupe ukrainien VV (Vopli Vidopliassova), avec lequel il tourne en France, en Ukraine et en Russie pendant deux ans. En 1991, il part comme ingénieur du son en Arménie.
En 2007, Féloche rencontre Philippe Cohen Solal qui lui fait signer un contrat avec son label Ya Basta Records.
En 2008, il ré-arrange la chanson « Singin' in the Rain » pour le spot de pub du parfum Idylle de Guerlain (réalisé par Paolo Roversi) ; s'ensuit une version chantée en duo avec la comédienne Nora Arnezeder. La même année, il participe au Chantier des Francos.
En 2009, il enregistre avec Dr. John le titre « Dr John gris-gris John » au studio The Music Shed à La Nouvelle-Orléans. Il participe au Printemps de Bourges.
En 2010 sort son premier album, La Vie cajun, dont le spectacle est mis en scène par Christophe Gendreau des Wriggles. Le clip « Darwin avait raison » sort peu après (réalisation par Julien Dajez). Féloche se produit en tournée en France avec ses musiciens Léa Bulle et Christophe Malherbe, ainsi qu'en Allemagne, Ukraine et Russie.
En 2012 sort un EP de quatre titres intitulé Mythology.
En 2013, il sort son second album, Silbo, qui rencontre de bonnes critiques. Silbo est le nom d'une langue sifflée des habitants de l'île de La Gomera aux Canaries qu'il découvre grâce à l'« amoureux de sa mère », réfugié politique sous la France de Mitterrand. Un clip, « Silbo », en est issu (co-réalisé par Charlie Sansonetti et Thomas Letellier). Le sifflement qui revient en leitmotiv dans la chanson est le nom sifflé de sa mère Catherine. Sur l'album, il chante en duo avec Roxanne Shanté, pionnière du hip-hop, ainsi qu'avec la comédienne Rona Hartner. La tournée le mène en France, au Brésil, en Argentine, et aux Îles Canaries.
En 2016, Féloche se produit avec The Mandolin' Orchestra (Théâtre des abbesses, Francofolies de La Rochelle…).
En 2018 paraît son troisième album, Chimie vivante, produit par Silbo Records, nom du label qu'il crée pour l'occasion. Deux clips vidéos en sont issus: « Tara Tari » (réalisation : Capucine Trochet) et « Crocodiles » (réalisation : Yolande Moreau). Sur scène, il tourne avec Sabrina Boudaoud (basse) et Iya Duclos (percussions, ukulélé, voix, danse).
En février 2020 sort sont quatrième album Féloche & The Mandolin' Orchestra (Silbo Records) arrangements pour orchestre à plectres : Vincent Beer Demander /  direction : Florentino Calvo. Enregistré au studio Ferber.
Durant le confinement de 2020, Féloche intervient à 9h45 dans la matinale de NRJ, Manu dans le 6/9 animée par Emmanuel Levy dans laquelle sa compagne, Isabelle Giami, est animatrice. Durant cette intervention, sa famille et lui chantent des chansons en lien avec la vie quotidienne affectée par l'actualité du coronavirus. Ce live est appelé le live de la buanderie se déroulant dans la buanderie de leur maison. Isabelle a annoncé que le live de la buanderie sera réenregistré en studio afin d'en faire un album.
En 2022 enregistre avec le percussionniste indien Mosin Kawa et sort le single "Le monde est doux" dont le clip réalisé par les frères Berner est un hommage au clip de Prince "i wish you heaven" réalisé par Jean Baptiste Mondino.
En 2023, Féloche produit, réalise et arrange Colette fantôme, le 3e album de la chanteuse Buridane, sorti en mai chez Pluie vaudou/Silbo records, et avec laquelle il co-réalise six videoclips pour l'occasion.

## Distinctions
2010 : Lauréat du FAIR
2014 : Grand Prix Sacem ("Prix Francis Lemarque")
2015 : Nomination aux Victoires de la musique (« Révélation scène »)